# Woiwodschap Silezië

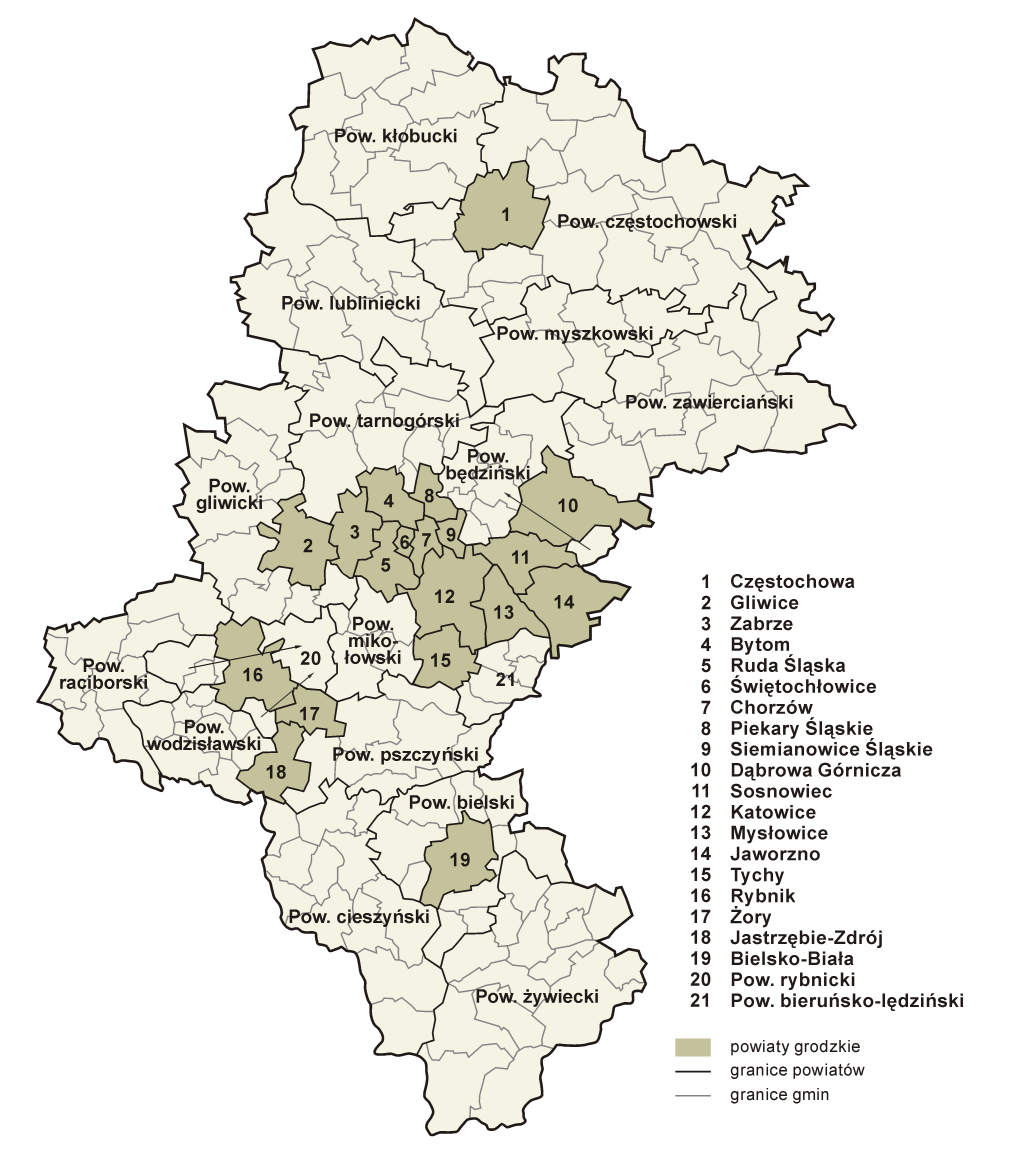
Districten in het woiwodschap Silezië

De woiwodschap Silezië (Pools: Województwo śląskie [uitspraak: [vɔjɛˈvut͡stfɔ ˈɕlɔ̃skʲɛ], ong. vojevoetstfo sjlonskië]) is een woiwodschap in het zuiden van Polen, gelegen aan de Tsjechische en Slowaakse grens. De hoofdstad is Katowice.
Ondanks de naam Silezië ligt het grootste gedeelte van de historische regio Silezië niet in de woiwodschap, maar voornamelijk in de woiwodschappen Opole en Neder-Silezië. Het oostelijke deel hoort dan historisch gezien weer tot Klein-Polen.
De woiwodschap werd op 1 januari 1999 gecreëerd uit de voormalige woiwodschappen Katowice, Częstochowa en Bielsko-Biała. Het is de dichtst bevolkte woiwodschap van Polen en ook een van de welvarendste.

## Grote steden
- Katowice - 319 904
- Częstochowa- 248 032
- Sosnowiec - 228 192
- Gliwice - 200 361
- Zabrze- 192 546
- Bytom - 189 535
- Bielsko-Biała  - 176 987
- Ruda Śląska - 147 403
- Rybnik - 141 755
- Tychy  - 131 547
- Dąbrowa Górnicza  - 130 789
- Chorzów - 115 241
- Jaworzno - 96 476
- Jastrzębie-Zdrój  - 96 009
- Będzin - 78 662
- Mysłowice  - 75 259
- Siemianowice Śląskie - 73 155
- Żory  - 62 964
- Tarnowskie Góry - 59 994
- Piekary Śląskie  - 59 984
- Racibórz  - 58 310
- Świętochłowice  - 55 660
- Zawiercie - 53 359
- Lubliniec - 38 142

Gegevens 31.12.2004